# Mikael Ekman (regissör)
Hans Mikael Ekman, född 10 maj 1943 i Gustav Vasa församling i Stockholm, är en svensk regissör. Han är son till Hasse Ekman och Agneta Wrangel.

## Biografi
Mikael Ekman har innan han började regissera varit sufflör, regiassistent, klippare, produktionsledare och filmproducent. Hans regiuppdrag har bland annat innefattat flera av polisfilmerna om Roland Hassel, samt fyra av filmerna om Jönssonligan med hans bror Gösta Ekman i huvudrollen.
Åren 1962–1971 var han gift med Eva Hellström (född 1938), med vilken han fick dottern Sanna Ekman (född 1965). Sedan 1973 är han gift med Elisabeth Orrheim (född 1947), med vilken han fick dottern Maja Ekman (1971–2020) och sonen Mårten Ekman (född 1973).

## Filmografi
- 1964 – Love As Love Can...
- 1972 – Strandhugg i somras
- 1975 – för Sverige i teven (TV-serie)
- 1976 – Kar de Mummas blandning (TV-serie)
- 1976 – Kar de Mummas julblandning (TV-serie)
- 1982 – Jönssonligan och Dynamit-Harry
- 1984 – Jönssonligan får guldfeber
- 1986 – Jönssonligan dyker upp igen
- 1986 – Hassel – Beskyddarna
- 1987 – Varuhuset (TV-serie)
- 1989 – Hassel – Slavhandlarna
- 1989 – Hassel – Säkra papper
- 1989 – Hassel – Offren
- 1989 – Jönssonligan på Mallorca
- 1990 – Rosenbaddarna
- 1992 – Hassel – Svarta banken
- 1992 – Hassel – Utpressarna
- 1992 – Rederiet (TV-serie)
- 1994 – Svensson Svensson (TV-serie)
- 1994 – Läckan (TV-serie)
- 1997 – Pelle Svanslös (TV-serie)
- 1999 – Trettondagsafton
- 2000 – Pelle Svanslös och den stora skattjakten
- 2002 – Bella – bland kryddor och kriminella (TV-serie)

## Teater

### Regi
| År   | Produktion          | Upphovsmän                     | Teater           |
| ---- | ------------------- | ------------------------------ | ---------------- |
| 1989 | Tingel-tangel, revy | Povel Ramel och Hans Alfredson | Restaurang Tyrol |